# Campo Menonita Chaví Número Dos
Campo Menonita Chaví Número Dos är en ort i Mexiko.   Den ligger i kommunen Hecelchakán och delstaten Campeche, i den östra delen av landet, 1 000 km öster om huvudstaden Mexico City. Campo Menonita Chaví Número Dos ligger 65 meter över havet och antalet invånare är 138.
Terrängen runt Campo Menonita Chaví Número Dos är platt. Runt Campo Menonita Chaví Número Dos är det mycket glesbefolkat, med 2 invånare per kvadratkilometer. Närmaste större samhälle är San Juan Bautista Sahcabchén, 12,3 km sydost om Campo Menonita Chaví Número Dos. I omgivningarna runt Campo Menonita Chaví Número Dos växer i huvudsak lövfällande lövskog.